# George Hincapie
George Anthony Hincapie Garcés (Queens, 29 giugno 1973) è un dirigente sportivo ed ex ciclista su strada statunitense. Professionista dal 1994 al 2012, è in seguito divenuto general manager del team Holowesko-Citadel.

## Carriera
Figlio di genitori colombiani emigrati negli Stati Uniti, viene scoperto da Fred Mengoni, il "padre" del ciclismo professionista americano. Diventa pro nel 1993 con la formazione statunitense Motorola: già da allora la sua storia si lega indissolubilmente con quella di Lance Armstrong, di cui sarà fido scudiero alla US Postal Service (successivamente Discovery Channel) per moltissime stagioni.
In totale ha preso parte a diciassette edizioni del Tour de France, e ne ha concluse sedici consecutivamente. È stato peraltro l'unico compagno di squadra di Armstrong presente in gara in tutte e sette le edizioni del Tour de France vinte dal texano. Prima che i sette titoli vinti da Armstrong venissero revocati per doping nell'ottobre 2012, aveva vinto da gregario ben nove edizioni della Grande Boucle, un record: è stato infatti anche compagno di squadra di Alberto Contador nel vittorioso Tour de France 2007, e di Cadel Evans durante il Tour de France 2011.
Benché durante la carriera si sia messo spesso al servizio dei propri capitani, grazie alle ottime doti di passista ha conquistato nel corso degli anni una trentina di successi personali: nel 2001 vince la classica Gand-Wevelgem, primo statunitense a riuscirvi, nel 2005 si aggiudica la tappa di Saint-Lary-Soulan al Tour de France mentre al Tour de France 2006 veste per un giorno la maglia gialla di leader della classifica generale. Ha inoltre rappresentato il suo paese in cinque edizioni consecutive dei Giochi olimpici, da Barcellona 1992 a Pechino 2008.
Si ritira dall'attività nell'agosto del 2012, dopo diciannove anni di professionismo, in occasione della conclusione della USA Pro Cycling Challenge in Colorado. Nell'ottobre dello stesso anno, nel corso delle testimonianze per il processo per doping che vedeva coinvolto Lance Armstrong, confessa di aver utilizzato sostanze dopanti durante gli anni alla US Postal/Discovery Channel: viene perciò sospeso per sei mesi dall'Agenzia antidoping statunitense, e le vittorie ottenute dal 31 maggio 2004 al 31 luglio 2006 gli vengono revocate.

## Palmarès
- 1988

Campionato statunitense, Prova in linea dilettanti
- 1994

3ª tappa West-Virginia Mountain Classic (Elkins)
1ª tappa Giro del Lussemburgo (Dippach)
5ª tappa Giro del Lussemburgo (Diekirch)
- 1995

14ª tappa Commonwealth Bank Classic
- 1997

1ª tappa Setmana Catalana (Lloret de Mar)
- 1998

Campionato statunitense, Prova in linea
3ª tappa Bermuda Grand Prix
Classifica generale Killington Stage Race
Philadelphia International Championship
- 1999

7ª tappa Prudential Tour (Blackpool)
- 2001

Gand-Wevelgem
San Francisco Grand Prix
- 2004

Classifica generale Tre Giorni di La Panne
- 2005

Kuurne-Bruxelles-Kuurne
Prologo Critérium du Dauphiné Libéré (Aix-les-Bains)
7ª tappa Critérium du Dauphiné Libéré (Morzine-Avoriaz > Sallanches)
15ª tappa Tour de France (Lézat-sur-Lèze > Saint-Lary-Soulan)
Grand Prix de Ouest-France
- 2006

2ª tappa Tour of California (Martinez > San Jose)
5ª tappa Tour of California (San Luis Obispo > Santa Barbara)
4ª tappa Eneco Tour (Landgraaf, cronometro)
Campionato statunitense, Prova in linea
- 2007

2ª tappa Tour of Missouri (Clinton > Springfield)
Classifica generale Tour of Missouri
- 2008

7ª tappa Tour of California (Santa Clarita > Pasadena)
2ª tappa Critérium du Dauphiné Libéré (Bourg-Saint-Andéol > Vienne)
- 2009

Campionato statunitense, Prova in linea
- 2011

2ª tappa USA Pro Cycling Challenge

### Altri successi
- 1993

Union Bank Road Race (Criterium)
- 1994

Classifica punti Giro del Lussemburgo
- 1995

Acht van Chaam (Criterium)
- 1999

Classifica punti Giro del Lussemburgo
First Union Classic (Criterium)
- 2002

1ª tappa Volta Ciclista a Catalunya (Deltebre, cronosquadre)
- 2001

San Francisco Grand Prix (Criterium)
- 2003

4ª tappa Tour de France (Joinville > Saint-Dizier, cronosquadre)
- 2004

4ª tappa Tour de France (Cambrai > Arras, cronosquadre)
- 2005

4ª tappa Tour de France (Tours > Blois, cronosquadre)
Quillan  (Criterium)
- 2008

Premio della combattività Tour of California

## Piazzamenti

### Grandi Giri
- Giro d'Italia

2007: ritirato (12ª tappa)
- Tour de France

1996: ritirato (15ª tappa)
1997: 104º
1998: 53º
1999: 78º
2000: 65º
2001: 71º
2002: 59º
2003: 47º
2004: 33º
2005: 14º
2006: 32º
2007: 24º
2008: 35º
2009: 19º
2010: 59º
2011: 56º
2012: 38º
- Vuelta a España

1995: 110º
2003: ritirato (15ª tappa)

### Classiche monumento
- Milano-Sanremo

1995: 133º
1996: 77º
1997: 47º
1998: 46º
1999: 9º
2000: ritirato
2001: 9º
2002: 16º
2004: 13º
2008: 42º
2009: 39º
2010: 55º
2011: 22º
2012: 33º
- Giro delle Fiandre

1994: 54º
1995: 32º
1996: 52º
1997: 23º
1998: 17º
1999: 21º
2000: 17º
2001: 13º
2002: 4º
2004: 10º
2005: 7º
2006: 3º
2008: 5º
2009: 34º
2010: 6º
2011: 6º
2012: 52º
- Parigi-Roubaix

1994: 31º
1995: 21º
1996: 29º
1997: 59º
1999: 4º
2000: 6º
2001: 4º
2002: 6º
2004: 8º
2005: 2º
2006: ritirato
2008: 9º
2009: 44º
2010: 29º
2011: 42º
2012: 43º
- Liegi-Bastogne-Liegi

2002: 20º

### Competizioni mondiali
- Campionati del mondo

Agrigento 1994 - In linea Elite: ritirato
Hamilton 2003 - In linea Elite: 37º
Stoccarda 2007 - In linea Elite: 22º
- Giochi olimpici

Barcellona 1992 - Cronometro a squadre: 16º
Atlanta 1996 - In linea: 76º
Sydney 2000 - In linea: 8º
Atene 2004 - In linea: 24º
Pechino 2008 - In linea: 39º